# Saccourvielle
Saccourvielle – miejscowość i gmina we Francji, w regionie Oksytania, w departamencie Górna Garonna.
Według danych na rok 1990 gminę zamieszkiwało 16 osób, a gęstość zaludnienia wynosiła 5 osób/km² (wśród 3020 gmin regionu Midi-Pireneje Saccourvielle plasuje się na 1047. miejscu pod względem liczby ludności, natomiast pod względem powierzchni na miejscu 1632.).